# Büromaterial

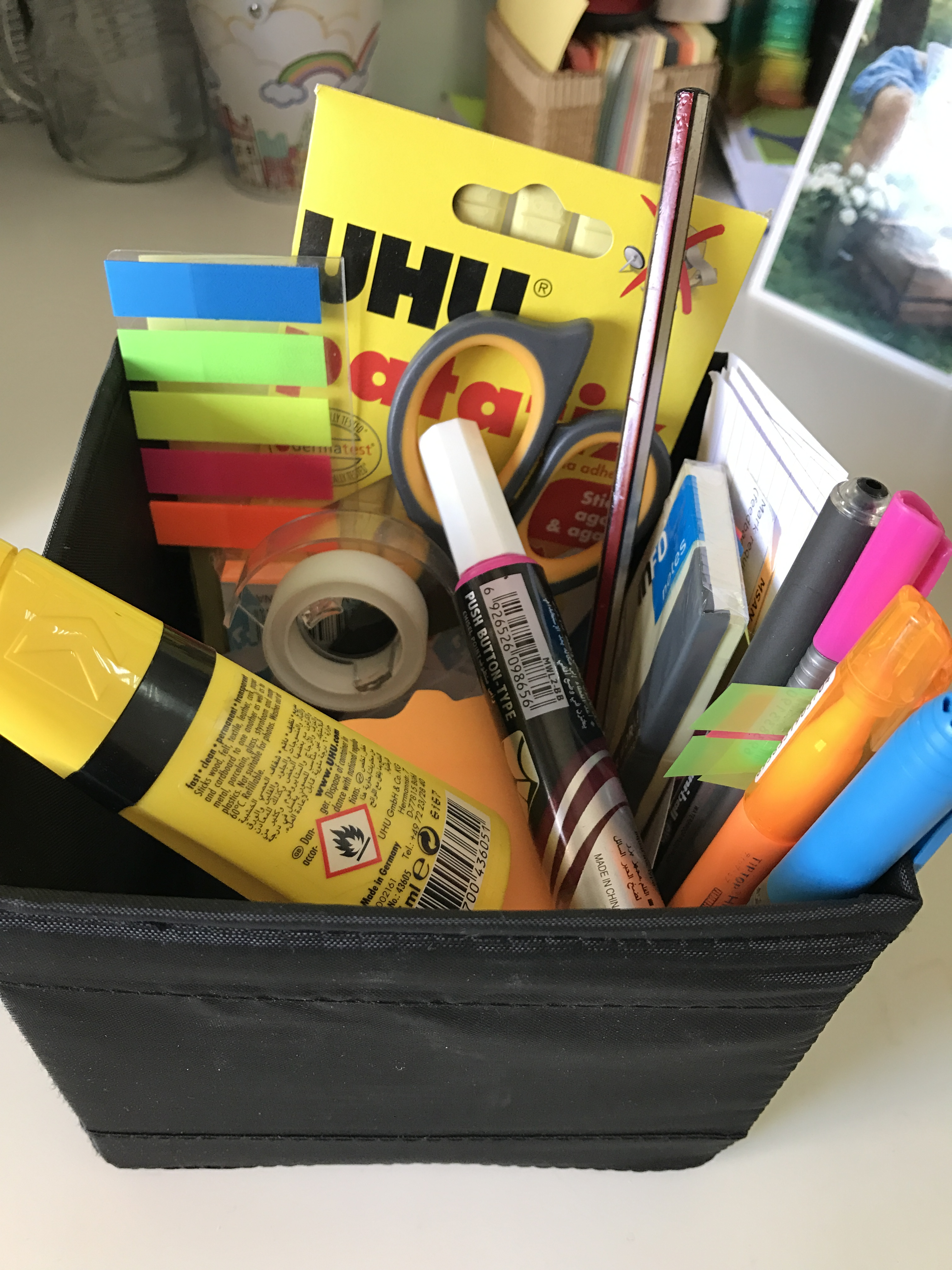
Typische Mischung von Büromaterial für die Verwendung im Alltag

Unter Büromaterial versteht man im Rechnungswesen Betriebsstoffe, die in Büros oder sonstigen Verwaltungen für die Abwicklung der Büroarbeit eingesetzt werden.      

## Allgemeines
Büromaterial gehört zu den Betriebsstoffen, ist also ein betrieblicher Produktionsfaktor. Ein Teil des Büromaterials wird verbraucht und geht in das Produkt oder die Dienstleistung ein wie etwa ein erstellter Geschäftsbrief; diese Büromaterialien gehören zu den Repetierfaktoren. Der andere Teil der Büromaterialien dient im Rahmen der Betriebsbereitschaft der dauerhaften Produktion und gehört zu den Potentialfaktoren (wie etwa Kalender).

## Arten
Je nach Verwendungszweck des Büromaterials unterscheidet man Ordnungsmittel (Aktenordner, Büroklammern), Schreibmittel (Kugelschreiber, Textmarker) und Schreibunterlagen (Briefpapier, Kopierpapier). Büromaschinen und Bürogeräte (mechanische Bürogeräte wie Locher oder Hefter) oder elektrische Geräte (wie Drucker oder Kopiergeräte) gehören nicht zum Büromaterial, sondern sind als Betriebs- und Geschäftsausstattung zu aktivieren. Auch Büromöbel wie Schreibtisch oder Papierkorb gehören nicht zum Büromaterial.
Der Nachschub von Büromaterial kann mit dem Kanban-System organisiert werden, wobei ein Sicherheitsbestand festgelegt wird.

## Steuerliche Aspekte
In der Finanzbuchhaltung werden Ausgaben für Büromaterial als Sofort-Aufwand gebucht und im Rahmen des Jahresabschlusses über das GuV-Konto abgeschlossen. Das ist allerdings nur bei sogenannten „selbständig nutzbaren Gütern“ der Fall. Ein Scanner, der zum Betrieb an einen Computer angeschlossen werden müsste, kann beispielsweise nicht als Aufwand für Büromaterial erfasst werden, obwohl er eventuell weniger als 150 Euro netto kostet, sondern zählt ebenso wie alle Büromaschinen oder Büromöbel, die mehr als 150,00 Euro netto bei ihrer Anschaffung gekostet haben, zur Betriebs- und Geschäftsausstattung (BGA) bzw. zu Büromaschinen.

## Rechnungswesen
In der Bilanz wird das Büromaterial nach § 266 Abs. 2 A II Nr. 3 HGB zusammen mit der Betriebs- und Geschäftsausstattung erfasst, sofern aus steuerlichen Gründen nicht eine Berücksichtigung als Sofort-Aufwand zulässig ist. Der Einsatz oder Verbrauch von Büromaterial verursacht in der Kostenrechnung Gemeinkosten, da eine genaue Zuordnung zum einzelnen Kostenträger nicht möglich oder zu aufwendig ist.

## Änderung der Bürolandschaft
Die Änderung in der Bürolandschaft durch technischen Fortschritt, unter anderem durch Einführung des PCs, hat zur Folge, dass einige Gegenstände entweder seltener werden oder ganz verschwinden wie zum Beispiel die Löschwiege, der Stand-Bleistiftanspitzer oder der Briefhalter. Auch Terminkalender wie der Organizer werden heute durch Computerprogramme ersetzt.

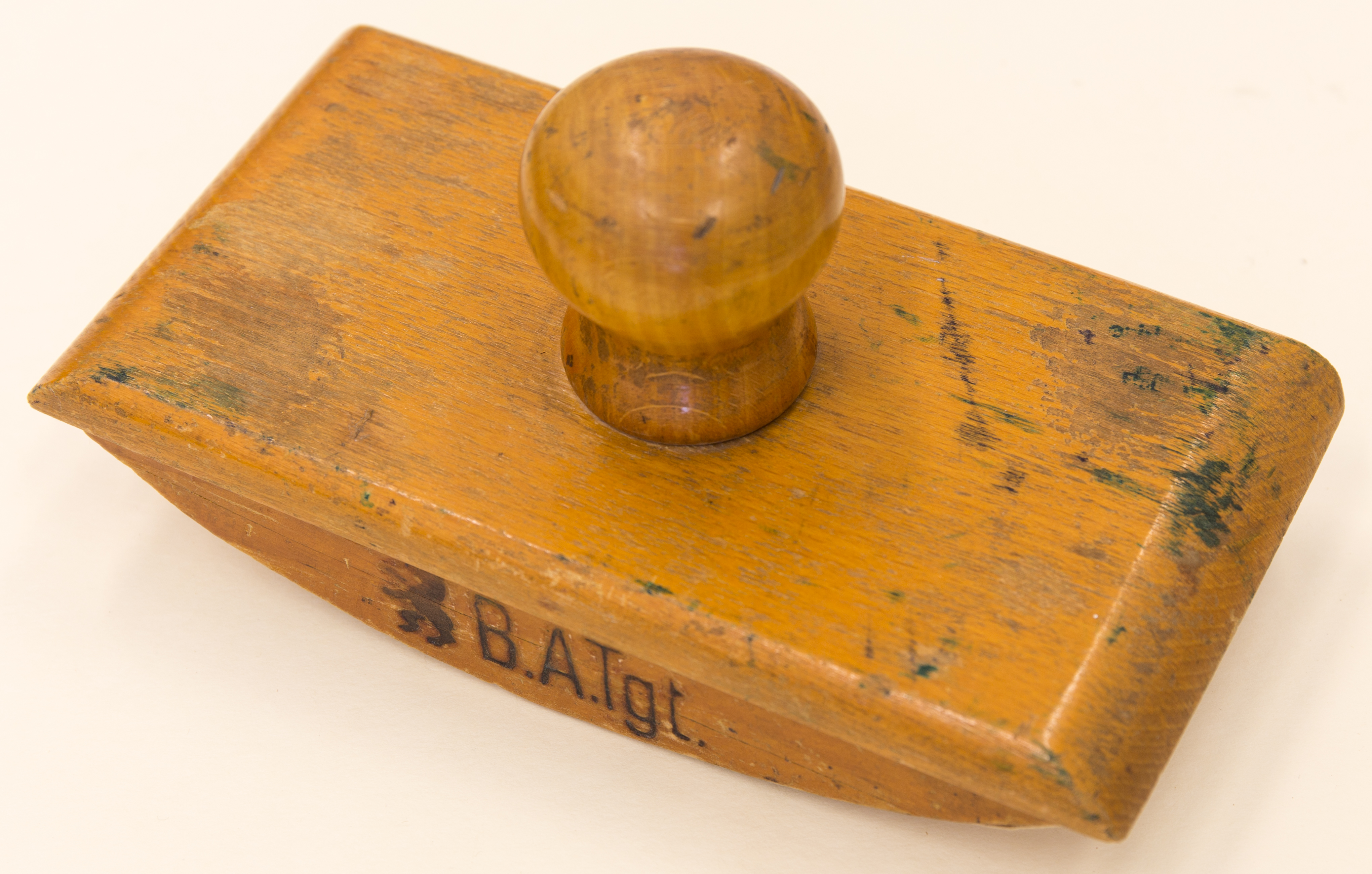
Löschwiege, war im Bezirksamt Tiergarten in Benutzung, heute im Bestand MEK
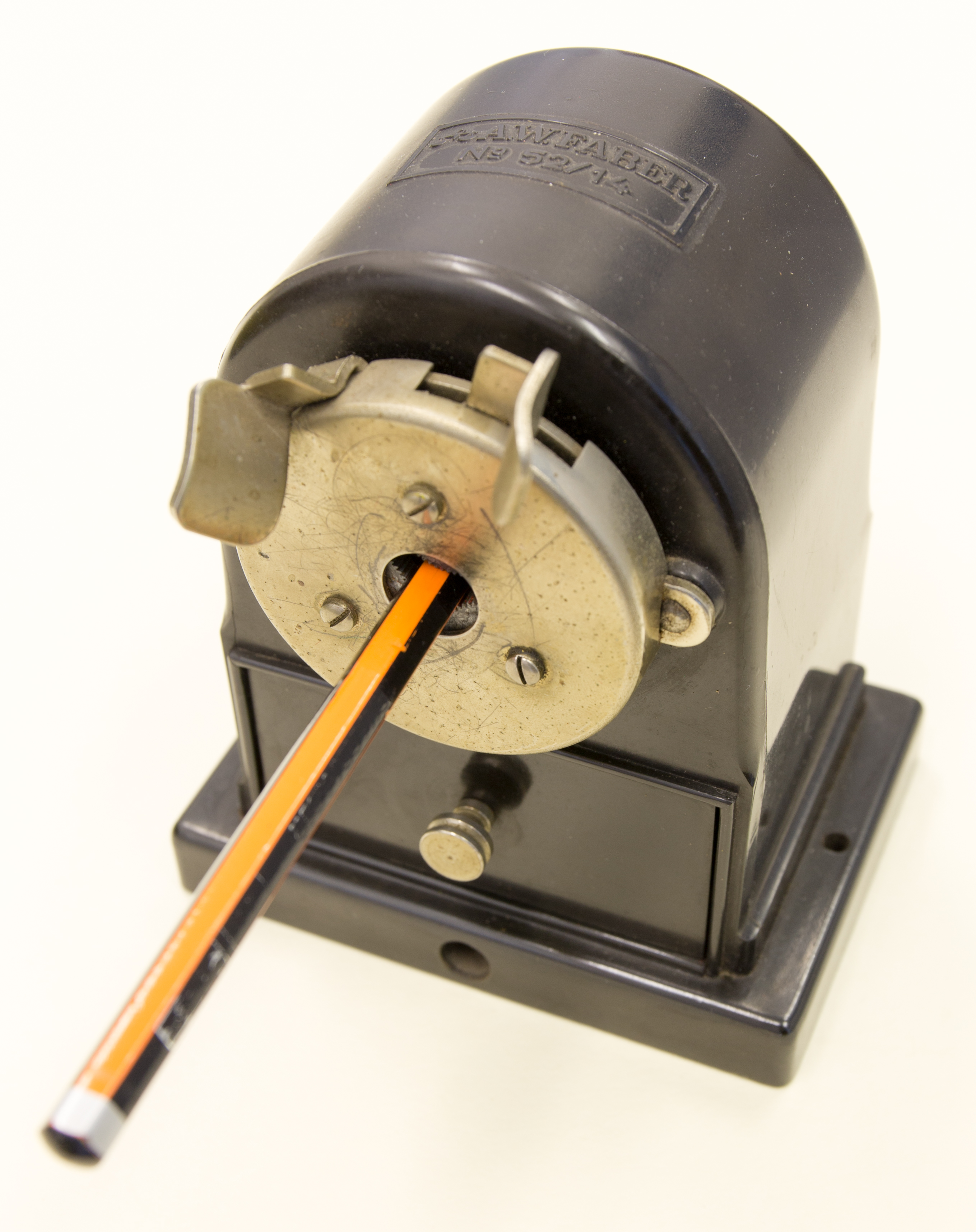
Stand-Bleistiftanspitzer; Bestand des MEK
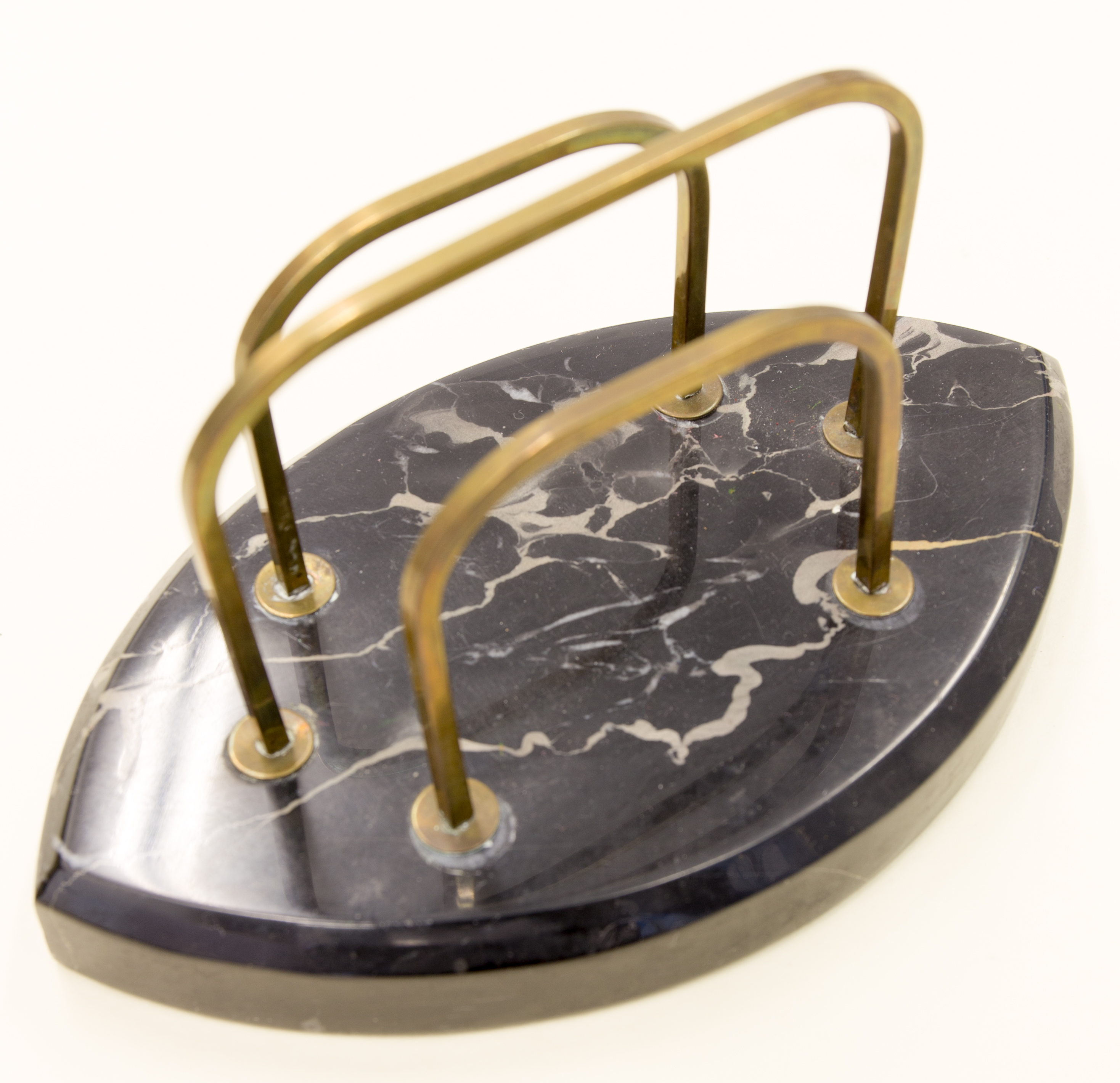
Briefhalter für den Schreibtisch; Bestand des MEK